# Moira Kelly
Moira Kelly (født 6. marts 1968 i Queens, New York) er en amerikansk skuespillerinde. Hun har blandt andet lagt stemme til den voksne Nala i Løvernes Konge fra 1994.
Hun er det tredje barn i en søskende flok på seks. Hendes far, Peter, var trænet som koncert violist. Hendes mor, Anne er en sygeplejerske. Begge forældre er irske immigranter. Moira voksede op i Ronkonkoma, New York. Hun kom på Connetquot Senior High School i Bohemia, Long Island, og bestod i 1986. Senere kom hun ind på Marymount Manhattan College.[kilde mangler]